# バスケットボール女子東ドイツ代表
バスケットボール女子東ドイツ代表（East Germany women's national basketball team）は、ドイツバスケットボール連盟により国際大会で編成されていた女子バスケットボールのナショナルチームである。1990年のドイツ民主共和国消滅により現在は存在しない。
1990年のドイツ再統一の際に西ドイツが東ドイツを編入した経緯があるため、西ドイツ代表の記録が現ドイツ代表の記録に引き継がれている。東ドイツ代表は現在のドイツ代表および西ドイツ代表とは別のものとして扱うのが一般的である。
西ドイツ代表及びドイツ代表に関してはバスケットボール女子ドイツ代表を参照。

## 歴史
1966年欧州選手権で3位となり、翌年の世界選手権初出場で4位の健闘を見せる。しかし世界選手権出場はこの1回のみでオリンピックに至っては1度も出場しなかった。

## 国際大会の成績
- 夏季オリンピック
  - 出場なし
- 世界選手権
  - 1967年 － 4位
- ユーロバスケット
  - 3位：1966年